# Méré (Yvelines)
Méré település Franciaországban, Yvelines megyében. Lakosainak száma 1695 fő (2022. január 1.). Méré Vicq, Bazoches-sur-Guyonne, Boissy-sans-Avoir, Galluis, Grosrouvre, Mareil-le-Guyon, Montfort-l’Amaury és Neauphle-le-Vieux községekkel határos.

## Népesség
A település népességének változása:
| Lakosok száma | 1703 | 1690 | 1680 | 1754 | 1677 | 1673 | 1665 | 1658 | 1667 | 1695 |
|               | 2007 | 2013 | 2015 | 2016 | 2017 | 2018 | 2019 | 2020 | 2021 | 2022 |